# Mijaíl Yefrémov
Mijaíl Olégovich Yefrémov (Ruso: Михаи́л Оле́гович Ефре́мов) es un actor ruso.

## Biografía
Es hijo del actor ruso Oleg Yefrémov y la actriz rusa Ala Pokróvskaya (profesora de la Escuela-estudio del Teatro de Arte de Moscú), tiene una hermana Anastasía Yefrémova. 
Sus abuelos paternos son Anna Yefrémova y Nikolái Yefrémov, mientras que sus abuelos maternos son Anna Nekrásova y Borís Pokrovski. Es tataranieto del educador chuvashio Iván Yákovlev.
Mijaíl estuvo casado con la editora literaria rusa Asya Vorobiova, con quien tuvo un hijo el actor Nikita Yefrémov, sin embargo la pareja se divorció cuando tenía apenas dos años.
En 1989, Yefrémov se casó nuevamente, ahora con la actriz Yevguenia Dobrovólskaya, la pareja tuvo un hijo, el actor Nikolái Yefrémov, pero más tarde en 1997 se divorciaron.
Más tarde se casó con la actriz Ksenia Kachálina, con quien tuvo una hija Anna-María Yefrémova, pero la pareja se divorció.
Mijaíl se casó por cuarta vez, ahora con la ingeniera de sonido Sofía Krúglikova, la pareja tiene dos hijas, Vera Yefrémova y Nadezhda Yefrémova, y un hijo, Borís Yefrémov.
Su sobrina es la actriz rusa Olga Yefrémova.

## Carrera
En 2013, se unió al elenco de la serie de TV Óttepel donde interpretó al director Fiódor Krivitski. En la serie compartió créditos con los actores Yevgueni Tsyganov y con su hijo Nikita Yefrémov.

## Filmografía

### Películas
| Año  | Título                          | Personaje  | Notas |
| ---- | ------------------------------- | ---------- | --- |
| 2017 | Russkiy bes                     | -          | junto a Viktoriya Isakova, Mariya Shalayeva, Nikita Efremov, Lyubov Aksyonova y Elena Koreneva                    |
| 2015 | Posledniy chelovek iz Atlantidy | -          | junto a Jordi Mollà, Viktor Verzhbitskiy, Renata Litvinova, Armen Dzhigarkhanyan, Aleksey Panin y Maksim Sukhanov |
| 2014 | Na dne                          | Actor      | junto a Evgeniya Dobrovolskaya, Mikhail Efremov, Boris Kamorzin y Agniya Kuznetsova                               |
| 2013 | Tetushki                        | -          | junto a Nikita Yefremov, Nikolay Yefremov, Albert Filozov, Ivars Kalnins y Kamil Larin                            |
| 2009 | Leningrado                      | Omelchenko | |

### Series de televisión
| Año  | Serie   | Personaje        | Notas        |
| ---- | ------- | ---------------- | ------------ |
| 2013 | Ottepel | Fiódor Krivitski | 12 episodios |